# Jamnik (Petite-Pologne)
Pour les articles homonymes, voir Jamnik.
Jamnik est une localité polonaise de la gmina de Mucharz, située dans le powiat de Wadowice en voïvodie de Petite-Pologne.